# Cerithium guinaicum
Cerithium guinaicum är en snäckart som beskrevs av Philippi 1849. Cerithium guinaicum ingår i släktet Cerithium och familjen Cerithiidae. Inga underarter finns listade i Catalogue of Life.